# Stanislav Moravec
Stanislav Moravec (Bratislava, 8 marzo 1964) è un ex calciatore slovacco, fino al 1993 cecoslovacco, di ruolo centrocampista.